# Mythimna obsolescens
Mythimna obsolescens là một loài bướm đêm trong họ Noctuidae.